# John Birmingham (författare)
John Birmingham, född 7 augusti 1964 i Liverpool, är en australisk författare.
Birmingham flyttade tillsammans med sin familj till Australien 1970. Han har bland annat skrivit Axis of Time-triolgin.